# Duc de Clarence
Le titre de duc de Clarence fut traditionnellement attribué aux jeunes membres de la famille royale anglaise et britannique. Les trois premières créations furent dans la pairie d'Angleterre, la quatrième dans celle de Grande-Bretagne, et la dernière dans celle du Royaume-Uni.
Les deux premiers ducs n'eurent pas de descendance, et le titre s'éteint donc. Georges, frère d'Édouard IV, fut condamné pour trahison contre son frère, et exécuté à la Tour de Londres. Une quatrième création fut suggérée et planifiée en 1553 pour le mari de Jeanne Grey après son couronnement, Jeanne refusant de lui conférer le titre de roi consort. Finalement, la reine fut déposée avant que la décision prenne effet.
Le titre fut créé à plusieurs reprises, dont en 1881 sous la dénomination de comte de Clarence pour le fils de la reine Victoria Ire, Leopold, qui le transmit à son fils posthume, Charles-Édouard. Le titre étant un titre subsidiaire qui co-exista quelque temps avec celui de duc de Clarence et d'Avondale, créé neuf ans plus tard.
Le titre est réputé prendre son origine dans la ville de Clare, dans le Suffolk, bien qu'il ait été suggéré que cela puisse être de la ville de Clarentza, dans la principauté d'Achaïe en Grèce. Saint Andrews (lors de la création de 1789) et Avondale (lors de la création en 1890) furent probablement ajoutés au titre pour l'associer à l'Écosse. Le titre n'a pas à voir avec la rivière française homonyme.

## Première création (1362)
- 1362-1368 : Lionel d'Anvers (1338 – 1368), comte d'Ulster. 2e fils d'Édouard III.

## Deuxième création (1412)
- 1412-1421 : Thomas de Lancastre (1387 – 1421), comte d'Albemarle. 2e fils d'Henri IV.

## Troisième création (1461)
- 1461-1478 : Georges, duc de Clarence (1449 – 1478), comte de Warwick. Sixième fils de Richard Plantagenêt, il est l’un des frères d'Édouard IV[1]. Exécuté en 1478.

Titre repris en 1478 pour trahison.

## Duc de Clarence et Saint Andrews (1789)
- 1789-1830 : Prince Guillaume (1765 – 1837), comte de Munster. Fils de George III, devint Guillaume IV en 1830.

Le titre revient à la couronne.

## Comtes de Clarence (1881)
Titres subsidiaires : comte de Clarence, baron Arklow
- 1881-1884 : Prince Leopold (1853 – 1884), baron Arklow et duc d'Albany. Fils de Victoria Ire ;
- 1884-1919 : Charles-Édouard de Saxe-Cobourg et Gotha (1884 – 1954), baron Arklow et duc d'Albany, duc de Saxe-Coburg & Gotha. Fils du précédent.

Titre suspendu en 1919.

## Duc de Clarence et Avondale (1890)
- 1890-1892 : Prince Albert Victor (1864 – 1892), comte d'Athlone. Fils aîné d'Édouard VII.